# Антикян, Анатолий Арамович
Анатолий Арамович Антикян (11 мая 1940 — 2 августа 2012, Москва, Российская Федерация) — советский спортсмен и тренер по выездке, заслуженный тренер СССР.

## Биография
Мастер спорта по конному спорту. Известный советский и российский специалист и тренер по выездке. Являлся берейтером и личным тренером олимпийской чемпионки летних Олимпийских игр в Мюнхене (1972) Елены Петушковой, подготовивший жеребца Хевсура.